# Diplycosia
Diplycosia je rod se 126 druhy rostlin, náležící do čeledi vřesovcovité.

## Druhy
- Diplycosia abscondita
- Diplycosia acuminata
- Diplycosia adenothrix
- Diplycosia alboglauca
- Diplycosia amboinensis
- Diplycosia annamensis
- Diplycosia aperta
- Diplycosia apiculifera